# فضل الحق مجاهد
فضل الحق مجاهد (بالبشتوية: فضل الحق مجاهد؛ 1954–1997) كان زعيمًا عسكريًا وسياسيًا أفغانيًا ضد الاتحاد السوفيتي. وقد حصل على دور محترم في المجموعة السياسية المتنوعة في البلاد بسبب مشاركته العسكرية والسياسية النشطة، لكنه قُتل قريباً من قبل مسلحين مجهولين في أواخر التسعينات. كان يعتبر أحد القليل جدًا من القادة السياسيين الذين قاتلوا غزو الاتحاد السوفيتي وأرادوا أن يحملوا النصر من خلال إنشاء أو المساعدة في إنشاء حكومة لحل الأزمة السياسية. بسبب جهوده، شهدت ننكرهار إدارة مبكرة وموازنة وسط الوضع السياسي الغير متفق والشديد في البلاد.